# Нейтан Парсонс
Нейтан Дін Парсонс (англ. Nathan Dean Parsons; нар. 16 червня 1988, Аделаїда, Австралія) — австралійсько–американський актор. Грав роль Ітана Ловетта в денний мильній опері «Головний госпіталь», Джексон Кеннер в серіалі «Первородні»», і Макс Еванс «Розвелл, Нью Мексико»

## Біографія
Парсонс народився в Аделаїді в Австралії. Його батьки — американці німецько-скандинавського (батько) і англо-франко-чеського (мати) походження. З 3-х річного віку озвучував на англійську японське аніме. Сім'я переїхала в штат Колорадо, потім в Остін, штат Техас, де Парсонс закінчив школу в 2006 році. Потім він переїхав в Лос-Анджелес для навчання в Університеті Південної Каліфорнії. Закінчив університет зі ступенем бакалавра образотворчих мистецтв. Здобув популярність завдяки ролям у телесеріалах «Головний госпіталь», «Справжня кров» «Первородні» «Якось у казці» і «Розуелл, Нью Мексико» в якому знімається по наш час.

## Фільмографія
| Рік       | Українська назва          | Оригінальна назва               | Роль                         | Примітки                   |
| --------- | ------------------------- | ------------------------------- | ---------------------------- | -------------------------- |
| 1990—1991 | Надя із загадкового моря  | Nadia: The Secret of Blue Water | Жан                          | Озвучка 39 епізодів        |
| 1991      | Надя із загадкового моря  | Nadia: The Secret of Blue Water | Жан                          | Озвучка                    |
| 1998      | Дияволиця                 | Devil Lady                      | Дитина                       | Озвучування                |
| 2002      | Джинг, король злодіїв     | Ô dorobô Jing                   |                              | Озвучка                    |
| 2007      |                           | Teeth                           | Хлопець з содовой            |                            |
| 2009      | Братерство 5: Випускникіи | The Brotherhood V: Alumni       | Холден Вільямс               |                            |
| 2009—2015 | Головний госпіталь        | General Hospital                | Ітан Ловетт                  |                            |
| 2011      | Сусідка по кімнаті        | The Roommate                    | касир в кав'ярні             |                            |
| 2011      | Велика Джорджія           | State of Georgia                | Даг                          | 1 епізод                   |
| 2012—2013 | Балерини                  | Bunheads                        | Годот                        | 7 епізодів                 |
| 2013      |                           | The Nightmare Nanny             | Джейк                        | ТВ фільм                   |
| 2013      |                           | #twitterkills                   | Джастин Тайм                 | Короткометражка            |
| 2014      |                           | Complete Works                  | Шекспір                      | 1 епізод                   |
| 2014—2018 | Первородні                | The Originals                   | Джексон Кеннер               | Періодична роль 23 епізоди |
| 2014      | Справжня кров             | True Blood                      | Джеймс Кент                  | Головна роль 7 епізодів    |
| 2015      |                           | Point of Honor                  | Джон Родс                    | ТВ фільм                   |
| 2016      | Роузвуд                   | Rosewood                        | Ніп Так                      | 1 епізод                   |
| 2016      |                           | Pet                             | Эрик                         |                            |
| 2016      |                           | Late Bloomer                    | Шэйн Разерфорд               | ТВ фільм                   |
| 2017      |                           | Justice                         | Джеймс Маккорд               |                            |
| 2017—2018 | Якось у казці             | Once Upon a Time                | Ганзель / Джек / Нік Бренсон | 8 епізодів                 |
| 2019      |                           | A Feeling of Home               | Райян                        | ТВ фільм                   |
| 2019—2022 | Розуелл, Нью Мексико      | Roswell, New Mexico             | Макс Еванс                   | Головна роль               |
| 2020      | Вірю в кохання            | I Still Believe                 | Жан-Люк Ладжуа               |                            |